# Vodní pólo na mistrovství Evropy v plaveckých sportech 1989
Zápasy ve vodním pólu na mistrovství Evropy v plaveckých sportech za rok 1989 proběhly v Bonnu, Západní Německo ve dnech 13. až 20. srpna 1989.

## Československá stopa
V nominaci bylo 13 hráčů. Juraj Kula (*1959) z TJ Červená hviezda Košice, Róbert Radič (*???) z TJ Slávia UK Bratislava, Ladislav Vidumanský st. (*1961) z TJ Červená hviezda Košice, Tomáš Bundschuh (*1965) z TJ Červená hviezda Košice, Marián Peciar (*1964) z TJ Slávia UK Bratislava, Jaroslav Richter (*1964) z TJ Červená hviezda Košice, Peter Horňák (*1964) z TJ Slávia UK Bratislava, Vladimír Fodor (*1963) z TJ Slávia UK Bratislava, Szabolcs Eschwig (*1962) z TJ Červená hviezda Košice, Peter Veszelits (*1969) z TJ Červená hviezda Košice, Roman Poláčik (*1963) z Vasas SC (HUN), Vidor Borsig (*1963) z TJ Červená hviezda Košice, Boris Kalinka (*1965) z TJ Červená hviezda Košice. Trenéři Rudolf Štoffan a Ladislav Bottlik
Zápasy ve skupinách:
- TCH – POL 9:6 (1:2, 4:2, 3:1, 1:1), Branky TCH: ???
- TCH – ESP 9:10 (2:3, 1:2, 3:3, 3:2), Branky TCH: ???
- TCH – FRG 7:11 (2:3, 1:4, 2:2, 2:2), Branky TCH: ???
- TCH – ITA 8:11 (4:3, 1:5, 2:1, 2:2), Branky TCH: Roman Poláčik 5, Marián Peciar 2, Vidor Borsig 1
- TCH – GRE 11:8 (4:3, 2:1, 1:3, 4:1), Branky TCH: ???
- TCH – HUN 9:8 (4:2, 1:2, 3:3, 1:1), Branky TCH: ???

o 7. místo:
- TCH – NED 9:4 (2:2, 1:1, 2:1, 4:0), Branky TCH: ???

Od ME 1989 platil nový turnajový systém. 10 nejlepších týmů z minulého mistrovství Evropy se kvalifikovalo přímo a o 6 dalších míst se bojovalo v kvalifikaci. Československo v květnové kvalifikaci uspělo. První přímá konfrontace s nejlepšími týmy Evropy po dlouhé době dopadla výborně. Těsná porážka se Španělskem a senzační vítězství nad Maďarskem zanechalo jen pozitivní ohlasy. V závěrečném souboji o 7. místo porazili svěřenci trenérů Štoffana a Bottlika Nizozemsko 9:4 a obsadilo konečné 7. místo. Nejlepším střelcem týmu byl Roman Poláčik s 22 brankami.

## Medailisté
| Muži | Zlato | Stříbro | Bronz |
| ---- | --- | --- | --- |
| Tým  | Západní Německo (FRG) (Peter Röhle, Thomas Huber, Frank Otto, Uwe Sterzik, Dirk Schütze, Andreas Ehrl, Ingo Borgmann, Rainer Osselmann, Hagen Stamm, René Reimann, Dirk Theismann, Jörg Dresel, Lars Tomanek, Carsten Kusch, ??? (n))                                                                                        | Jugoslávie (YUG) (Aleksandar Šoštar, Dušan Popović, Mladen Delić, Dubravko Šimenc, Viktor Jelenić, Mirko Vičević, Igor Gočanin, Mislav Bezmalinović, Perica Bukić, Ante Vasović, Goran Rađenović, Renco Posinković, Deni Marinković, Igor Milanović, ??? (n))                                   | Itálie (ITA) (Gianni Averaimo, Marco D'Altrui, Andrea Pisano, Giuseppe Porzio, Sandro Campagna, Paolo Caldarella, Mario Fiorillo, Franco Porzio, Amedeo Pomilio, Riccardo Tempestini, Massimiliano Ferretti, Ferdinando Gandolfi, Paolo Trapanese, Simone Feoli, Paolo Zizza)                                                         |
| Ženy | Zlato | Stříbro | Bronz |
| Tým  | Nizozemsko (NED) (Hermine Periková, Hellen Boeringová, Lieneke van den Heuvelová, Monique Kranenburgová, Anita Nijenhuisová, Alice Lindhoutová, Greet van den Veenová, Esmeralda van den Waterová, Patricia Megensová, Irma Branderová, Ilse Sindorfová, Astrid van den Meerová, Hedda Verdamová, Janny Spijkerová, ??? (n)) | Maďarská lidová republika (HUN) (Orsolya Szalkayová, Zsuzsanna Huffová, Katalin Dancsaová, Andrea Ekeová, Mercédesz Stieberová, Edit Vinczeová, Gabriella Várkonyiová, Irén Rafaelová, Ágnes Ernstová, Zsuzsa Kertészová, Andrea Dénesová, Ildikó Kókaiová, Andrea Bajuszová, ??? (n), ??? (n)) | Francie (FRA) (Nathalie Duboisová, Anne Grandinová, Christine Amardeilhová, Patricia Bousnaneová, Valérie Charlierová, Yasmine Yahyahouiová, Isabelle Sacquetová, Patricia Fontanillasová, Lydie Mareelová, Laure Gauthreauová, Claire Greffetová, Laurence Barrèreová, Pascale Aumardová, Christelle Françoisová, Sandrine Hervéová) |

pozn. Dva hráči ze sestav byli nehrajícími náhradníky tj. náhradníci na tribuně, nebo necestujující náhradníci připraveni na telefonu dorazit v případě zranění.